# 米哈乌·罗拉-日梅尔斯基
米哈乌·罗拉-日梅尔斯基（波蘭語：Michał Rola-Żymierski，發音：[ˈmixaw ˈrɔla ʐɨˈmjɛrskʲi]；1890年9月4日—1989年10月15日），波兰共产党领导人，高级军事指挥官，内务人民委员部秘密特工，1945年在约瑟夫·维萨里奥诺维奇·斯大林命令下担任波兰元帅直到逝世。他曾在1981年支持实施波兰戒严法。

## 生平

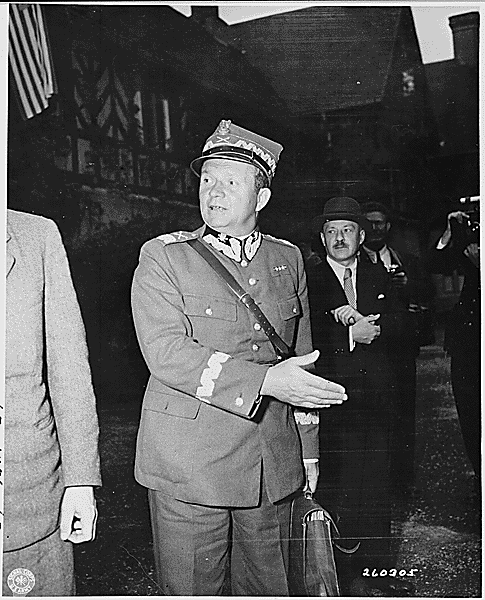
罗拉-日梅尔斯基在德国波茨坦会议期间

罗拉-日梅尔斯基，原名米哈乌·维日温斯基（Michał Łyżwiński），出生于奥匈帝国奥地利分区克拉科夫的铁路职工沃伊切赫·维日温斯基的家庭。他在1910年，20岁时入学亚捷隆大学法学系，但一年后退学。当他的兄弟在克拉科夫犯下被广泛报道的抢劫谋杀案后，他于1913年左右开始称自己为日梅尔斯基。 1914年一战爆发后，他加入波兰军团，在奥匈帝国东部战线的许多最重要的战场上进行了卓越的战斗。在1917年的宣誓危机后，他从奥匈帝国军队退休并返回克拉科夫，并从“克拉科夫贸易学校”毕业。
1918年他加入新成立的波兰陆军并参加波苏战争。他最初指挥第二步兵旅，随后被提升为著名的波兰军团第2步兵师指挥官。战后，他被派往巴黎，并毕业于圣西尔军校。 回国后，他被提升为将军。日梅尔斯基在华沙担任波兰军行政副主任。1926年政变期间，他力主捍卫斯坦尼斯瓦夫·沃伊切霍夫斯基的民选政府。1927年政变后，约瑟夫·毕苏斯基的新萨纳齐亚政权指控他受贿贪污。经过官方调查，他被军事法庭审判并降职为一等兵，被开除军队并被判处五年徒刑。
1931年被释放后，日梅尔斯基前往法国。他被苏联情报机构内务人民委员部招募并成为了一个高薪的秘密特工，提供有关法波联盟的信息。他加入了波兰共产党。1938年斯大林在大清洗期间下令解散波兰共产党后，他与莫斯科的秘密关系便停止了。

### 第二次世界大战
日梅尔斯基在纳粹和苏联入侵波兰前曾短暂回到波兰。在第二次世界大战开始时，并很快恢复了他为内务人民委员部的秘密工作（据约瑟夫·施维托揭露）。在化名“罗拉”下，他参与了苏联与盖世太保秘密警察的秘密交易。1943年，根据苏联行政命令，他被任命为波兰工人党和苏联支持的人民近卫军的副指挥官，从1944年起，他被任命为人民近卫军的指挥官。波兰工人党组建的波兰民族解放委员会将他提升为将军，并成为波兰军队（东线波兰军队）与苏联并肩作战的总司令。他是波兰共和国临时政府的国防部长（1945年1月至6月）。1945年5月3日，在斯大林的命令下，他被晋升为波兰元帅。

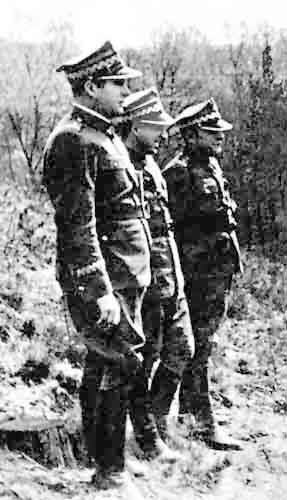
卡罗尔·希维尔切夫斯基，马里安·斯彼哈尔斯基和米哈乌·罗拉-日梅尔斯基站在尼萨河

自1946年，日梅尔斯基担任国家安全委员会。他负责对前抵抗战士，波兰第2军成员和非共产主义政客的镇压，以及在维斯瓦河行动中对抗乌克兰反抗军。直到1949年，他仍担任国防部长一职。同年，他被波兰出生的苏联元帅康斯坦丁·康斯坦丁诺维奇·罗科索夫斯基所取代，罗科索夫斯基获得了波兰元帅军衔和国防部长职位并一直任职至1956年。由于博莱斯瓦夫·贝鲁特在波兰组织的斯大林主义肃清，日梅尔斯基于1952年被捕。但是他未遭任何指控便于1955年被释放。1956年他被波兰政府平反。
在波兰斯大林主义结束后，他担任各种职务，包括波兰国家银行副主席（1956年至1967年）和波兰退伍军人与自由民主斗士协会名誉主席。同时他也是波兰统一工人党党员，在沃伊切赫·雅鲁泽尔斯基引入波兰戒严法之后，日梅尔斯基也成为其中央委员会和民族团结阵线的成员。
日梅尔斯基于1989年10月15日逝世于华沙，他是最后一位担任波兰元帅军衔的人。

## 所获荣誉
- 波兰人民建设者勋章（英语：Order of the Builders of People's Poland） (1970)
- 大十字级军事荣誉勋章
- 银十字级军事荣誉勋章
- 大十字级复兴勋章
- 指挥官级复兴勋章
- 一级哥伦瓦尔德十字（英语：Cross of Grunwald）
- 四次英勇十字（英语：Cross of Valor (Poland)）
- 一级劳动旗帜勋章（英语：Order of the Banner of Work）
- 游击队十字（英语：Partisan Cross） (1946)
- 波兰人民共和国三十周年奖章（英语：Medal of the 30th Anniversary of People's Poland）
- 波兰人民共和国四十周年奖章（英语：Medal of the 40th Anniversary of People's Poland）
- 1939-1945华沙奖章
- 奥得河、尼斯和波罗的海奖章
- 1945胜利自由奖章
- 参与保卫人民政权斗争奖章
- 罗德拉奖章
- 为国防事业贡献奖章
- 战伤徽章

### 外国荣誉
- 胜利勋章 第17号（苏联）
- 列宁勋章（苏联）
- 各民族人民友谊勋章（苏联）
- 总司令级功绩勋章（英语：Legion of Merit）（美国）（被五星上将艾森豪威尔授予，法兰克福，1945）
- 骑士级法国荣誉军团勋章（法国）
- 一级白狮勋章（捷克斯洛伐克）
- 人民英雄勋章（英语：Order of the People's Hero）（南斯拉夫）
- 1941-1945年伟大卫国战争二十周年纪念奖章（苏联）1965
- 1941-1945年伟大卫国战争三十周年纪念奖章（苏联）1975
- 1941-1945年伟大卫国战争四十周年纪念奖章（苏联）1985